# Aristida pilosa
Aristida pilosa är en gräsart som beskrevs av Jacques-Julien Houtou de La Billardière. Aristida pilosa ingår i släktet Aristida och familjen gräs.
Artens utbredningsområde är Nya Kaledonien. Inga underarter finns listade i Catalogue of Life.